# ピンツァーノ・アル・タリアメント
ピンツァーノ・アル・タリアメント（伊: Pinzano al Tagliamento）は、イタリア共和国フリウリ＝ヴェネツィア・ジュリア州ポルデノーネ県にある、人口約1,500人の基礎自治体（コムーネ）。

## 地理

### 位置・広がり

#### 隣接コムーネ
隣接するコムーネは以下の通り。括弧内のUDはウーディネ県所属を示す。
- カステルノーヴォ・デル・フリーウリ
- クラウツェット
- フォルガリーア・ネル・フリウーリ (UD)
- ラゴーニャ (UD)
- サン・ダニエーレ・デル・フリウーリ (UD)
- セクアルス
- スピリンベルゴ
- トラヴェージオ
- ヴィート・ダージオ

### 気候分類・地震分類
ピンツァーノ・アル・タリアメントにおけるイタリアの気候分類 (it) および度日は、zona E, 2750 GGである。
また、イタリアの地震リスク階級 (it) では、zona 2 (sismicità media) に分類される。